# Kättilstads församling
Kättilstads församling var en församling i Linköpings stift inom Svenska kyrkan i Kinda kommun i Östergötlands län. Församlingen uppgick 2010 i Rimforsa församling.
Församlingskyrka var Kättilstads kyrka.
Folkmängd 2006 var 392 invånare.

## Administrativ historik

Kättilstad församling vapen

Församlingen har medeltida ursprung.
Församlingen utgjorde under 1300-talet ett eget pastorat för att därefter till 1962 vara moderförsamling i pastoratet Kättilstad och Tjärstad. Från 1962 till 2010 var församlingen annexförsamling i pastoratet Tjärstad, Kättilstad, Hägerstad och Oppeby. Församlingen uppgick 2010 i Rimforsa församling.
Församlingskod var 051308.

## Kyrkoherdar
| Ämbetstid | Namn                     | Levnadstid | Övrigt                                           |
| --------- | ------------------------ | ---------- | ------------------------------------------------ |
| 1301      | Ingimar                  |            |                                                  |
| 1343      | Johannes                 |            |                                                  |
| 1397      | Pædher                   |            |                                                  |
| 1407-1415 | Marten                   |            |                                                  |
| 1467-1482 | Magnus                   |            |                                                  |
| 1494      | Esgerus                  |            |                                                  |
| 1518      | Petrus Olavi             |            |                                                  |
| 1522-1527 | Laurentius               |            |                                                  |
| 1562-1577 | Inmund                   |            |                                                  |
| 1593      | Ericus Nicolai           |            |                                                  |
| 1604–1632 | Andreas Hegeslaus        | 1567-1632  |                                                  |
| 1633–1658 | Daniel Daalhemius        | 1595-1658  |                                                  |
| 1660–1668 | Daniel Ranzochius        | 1616-1668  |                                                  |
| 1669–1693 | Petrus Drysenius         | 1636-1693  | Kyrkoherde och kontraktsprost.                   |
| 1694–1717 | Jonas Kjernander         | 1647-1717  | Kyrkoherde och kontraktsprost.                   |
| 1718–1729 | Jakobus Petrus Schultz   | 1668-1729  | Kyrkoherde.                                      |
| 1731–1737 | Nicolaus Hulthin         | 1689-1737  |                                                  |
| 1737–1760 | Herman Gideon De Rogier  | 1692-1760  |                                                  |
| 1761–1787 | Isaac Calén              | 1717-1787  | Kyrkoherde och kontraktsprost.                   |
| 1787–1825 | Daniel Calén             | 1755-1825  | Kyrkoherde och kontraktsprost. Isaac Caléns son. |
| 1825–1849 | Anders Peter Segersteen  | 1778-1849  |                                                  |
| 1850–1864 | Anders Jacob Cnattingius | 1792-1864  |                                                  |
| 1865–1890 | Carl Johan Engberg       | 1811-1890  |                                                  |
| 1893–1913 | Gustaf Hjertberg         | 1844-1913  | Komminister här 1874.                            |
| 1914–     | August Theodor Östedt    | 1858-      |                                                  |

## Klockare och organister
| Ämbetstid | Namn                   | Levnadstid | Kommentarer           |
| --------- | ---------------------- | ---------- | --------------------- |
| 1719–1720 | Pehr                   |            | Klockare              |
| 1721–1724 | Jon Persson            |            | Klockare              |
| 1724–1747 | Erik Jonsson           |            | Klockare              |
| 1782      | Bergquist              | 1756–      | Organist              |
| 1782      | Pehr Pehrsson          |            | Klockare              |
| 1790–1817 | Per Gustaf Dahlgren    | 1765–1817  | Organist och klockare |
| 1817–1882 | Jonas Peter Dahlgren   | 1797–1882  | Organist och klockare |
| 1882–1893 | Gustaf Lindblom        | 1823–1893  | Organist och klockare |
| 1893–1899 | Karl Stefanus Lindblom | 1852–      | Organist och klockare |